# AFC Asian Cup (kvinder)
Asienmesterskabet i fodbold for kvinder eller AFC Women's Asian Cup er en turnering for asiastiske landshold arrangeret af AFC. Turneringen er afholdes hvert fjerde år. Tidligere har turneringen haft forskellige formater.
Kina har med 9 titler vundet flest titler. Senest vandt Japan turneringen i 2018, efter finalesejr over Australien.
Turneringen har samtidig fungeret som kvalifikation til VM i fodbold for kvinder.

## Resultater
| År            | Værtsland       | Finale            | Finale               | Finale            | Tredjepladskamp     | Tredjepladskamp  | Tredjepladskamp   | Antal hold |
| År            | Værtsland       | Vindere           | Score                | Andenplads        | Tredjeplads         | Score            | Fjerdeplads       | Antal hold |
| ------------- | --------------- | ----------------- | -------------------- | ----------------- | ------------------- | ---------------- | ----------------- | ---------- |
| 1975 Detaljer | Hong Kong       | · New Zealand     | 3 – 1                | · Thailand        | · Australien        | 5 – 0            | · Malaysia        | 6          |
| 1977 Detaljer | Kina            | · Kina            | 3 – 1                | · Thailand        | · Singapore         | 2 – 0            | · Indonesien      | 6          |
| 1979 Detaljer | India           | · Kinesisk Taipei | 2 – 0                | · India South     | · Western Australia | Aflyst           | · Hongkong        | 6          |
| 1981 Detaljer | Hong Kong       | · Kinesisk Taipei | 5 – 0                | · Thailand        | · Indien            | 2 – 0            | · Hongkong        | 8          |
| 1983 Detaljer | Thailand        | · Thailand        | 3 – 0                | · Indien          | · Malaysia          | 0 – 0 (5–4) str. | · Singapore       | 6          |
| 1986 Detaljer | Hong Kong       | · Kina            | 2 – 0                | · Japan           | · Thailand          | 3 – 0            | · Indonesien      | 7          |
| 1989 Detaljer | Hong Kong       | · Kina            | 1 – 0                | · Kinesisk Taipei | · Japan             | 3 – 1            | · Hongkong        | 8          |
| 1991 Detaljer | Japan           | · Kina            | 5 – 0                | · Japan           | · Kinesisk Taipei   | 0 – 0 (5–4) str. | · Nordkorea       | 9          |
| 1993 Detaljer | Malaysia        | · Kina            | 3 – 0                | · Nordkorea       | · Japan             | 3 – 0            | · Kinesisk Taipei | 9          |
| 1995 Detaljer | Malaysia        | · Kina            | 2 – 0                | · Japan           | · Kinesisk Taipei   | 0 – 0 (3–0) str. | · Sydkorea        | 11         |
| 1997 Detaljer | China           | · Kina            | 2 – 0                | · Nordkorea       | · Japan             | 2 – 0            | · Kinesisk Taipei | 11         |
| 1999 Detaljer | Philippines     | · Kina            | 3 – 0                | · Kinesisk Taipei | · Nordkorea         | 3 – 2            | · Japan           | 15         |
| 2001 Detaljer | Kinesisk Taipei | · Nordkorea       | 2 – 0                | · Japan           | · Kina              | 8 – 0            | · Sydkorea        | 14         |
| 2003 Detaljer | Thailand        | · Nordkorea       | 2 – 1 aet            | · Kina            | · Sydkorea          | 1 – 0            | · Japan           | 14         |
| 2006 Detaljer | Australia       | · Kina            | 2 – 2 aet (4–2) str. | · Australien      | · Nordkorea         | 3 – 2            | · Japan           | 9          |
| 2008 Detaljer | Vietnam         | · Nordkorea       | 2 – 1                | · Kina            | · Japan             | 3 – 0            | · Australien      | 8          |
| 2010 Detaljer | Kina            | · Australien      | 1 – 1 aet (5–4) str. | · Nordkorea       | · Japan             | 2 – 0            | · Kina            | 8          |
| 2014 Detaljer | Vietnam         | · Japan           | 1 – 0                | · Australien      | · Kina              | 2 – 1            | · Sydkorea        | 8          |
| 2018 Detaljer | Jordan          | · Japan           | 1 – 0                | · Australien      | · Kina              | 3 – 1            | · Thailand        | 8          |
| 2022 Detaljer | Indien          | · Kina            | 3 – 2                | · Sydkorea        | · Japan             |                  | · Filippinerne    | 12         |
| 2026 Detaljer | Australia       |                   |                      |                   |                     |                  |                   | 12         |